# 麥迪遜海茨 (密歇根州)
麥迪遜海茨（英語：Madison Heights）是一個位於美國密歇根州奧克蘭縣的城市。

## 人口
根據2020年美國人口普查的數據，麥迪遜海茨的面積為18.35平方千米，當中陸地面積為18.35平方千米，而水域面積為0.00平方千米。當地共有人口28468人，而人口密度為每平方千米1,551人。